# Rast (gmina)
Rast – gmina w Rumunii, w okręgu Dolj. Obejmuje tylko jedną miejscowość Rast. W 2011 roku liczyła 3343 mieszkańców.